# Ileanda
Ileanda là một xã thuộc hạt Sălaj, România. Dân số thời điểm năm 2002 là 2601 người.